# L'Étrange Noël de monsieur Jack (bande originale)
Albums de Danny Elfman
Prince noir
(1994) Prête à tout
(1995)
Tim Burton's The Nightmare Before Christmas - Original Motion Picture Soundtrack est la bande originale, distribuée par Walt Disney Records, du film américain d'animation réalisé par Henry Selick sur un scénario de Tim Burton L'Étrange Noël de monsieur Jack, sorti en 1994. L'album se classa en 98e position au Billboard 200 le 20 novembre 1993, et resta classé durant neuf semaines.

## Liste des titres

### Version originale
Toutes les chansons sont écrites et composées par Danny Elfman.
| 1.      | Overture                         |                                                                | 1:48 |
| 2.      | Opening                          | Patrick Stewart                                                | 0:57 |
| 3.      | This Is Halloween                | The Citizens of Halloween Town                                 | 3:16 |
| 4.      | Jack's Lament                    | Danny Elfman                                                   | 3:14 |
| 5.      | Doctor Finklestein/In the Forest |                                                                | 2:36 |
| 6.      | What's This?                     | Danny Elfman                                                   | 2:59 |
| 7.      | Town Meeting Song                | Danny Elfman, Halloween Cast                                   | 2:56 |
| 8.      | Jack and Sally Montage           |                                                                | 5:17 |
| 9.      | Jack's Obsession                 | Danny Elfman, Halloween Cast                                   | 2:46 |
| 10.     | Kidnap the Sandy Claws           | Danny Elfman, Paul Reubens, Catherine O'Hara                   | 3:02 |
| 11.     | Making Christmas                 | Danny Elfman, The Citizens of Halloween Town                   | 3:57 |
| 12.     | Nabbed                           |                                                                | 3:04 |
| 13.     | Oogie Boogie's Song              | Ken Page, Ed Ivory                                             | 3:17 |
| 14.     | Sally's Song                     | Catherine O'Hara                                               | 1:47 |
| 15.     | Christmas Eve Montage            |                                                                | 4:43 |
| 16.     | Poor Jack                        | Danny Elfman                                                   | 2:31 |
| 17.     | To the Rescue                    |                                                                | 3:38 |
| 18.     | Finale/Reprise                   | Danny Elfman, Catherine O'Hara, The Citizens of Halloween Town | 2:44 |
| 19.     | Closing                          | Patrick Stewart                                                | 1:26 |
| 20.     | End Title                        |                                                                | 5:05 |
| 1:01:15 |                                  |                                                                |      |

### Version française
Toute la musique est composée par Danny Elfman.
| 1.      | Ouverture                           |                                          | 1:47 |
| 2.      | Présentation                        | Henri Poirier                            | 0:48 |
| 3.      | Bienvenue à Halloween               | Cast #1                                  | 3:16 |
| 4.      | La Complainte De Jack               | Olivier Constantin                       | 3:13 |
| 5.      | Docteur Finkelstein / Dans La Forêt |                                          | 2:36 |
| 6.      | Que vois-je ?                       | Olivier Constantin                       | 3:04 |
| 7.      | Réunion au sommet                   | Olivier Constantin                       | 3:01 |
| 8.      | Rencontre De Jack Et Sally          |                                          | 5:16 |
| 9.      | L'Obsession De Jack                 | Olivier Constantin                       | 2:46 |
| 10.     | Kidnapper Le Perce-Oreille          | Michel et Karine Costa, Bertrand Lieberg | 3:01 |
| 11.     | La Fête Approche                    | Cast #2                                  | 3:57 |
| 12.     | Le Piège                            |                                          | 3:02 |
| 13.     | Le Boogie Blues                     | Richard Darbois et Henri Poirier         | 3:17 |
| 14.     | La Complainte de Sally              | Nina Morato                              | 1:46 |
| 15.     | La soirée de Noël se prépare        |                                          | 4:43 |
| 16.     | Pauvre Jack                         | Olivier Constantin                       | 2:30 |
| 17.     | À l'aide                            |                                          | 3:37 |
| 18.     | Final                               | Olivier Constantin, Nina Morato          | 2:43 |
| 19.     | Fin du chapitre                     |                                          | 1:13 |
| 20.     | Le Final (1)                        |                                          | 1:13 |
| 21.     | Le Final (2)                        |                                          | 3:52 |
| 1:00:41 |                                     |                                          |      |